# Yang Quyun
 Yang Quyun, frühere Schreibweise: Yeung Ku-wan, (* 19. Dezember 1861 in Dongguan, Provinz Guangdong, Kaiserreich China; † 11. Januar 1901 in Hongkong) war ein chinesischer Revolutionär und Vorsitzender der Xingzhonghui, Gesellschaft zur Wiedererweckung Chinas, die sich gegen die mandschurische Qing-Dynastie auflehnte.
| Yang Quyun             |            |
| Chinesische Schreibung |            |
| Langzeichen            | 楊衢雲     |
| Kurzzeichen            | 杨衢云     |
| Pinyin                 | Yáng Qúyún |

## Leben
Yang wurde in Dongguan, Provinz Guangdong, Kaiserreich China geboren, wuchs aber früh in der britischen Kronkolonie Hongkong auf und besuchte dort das St. Paul´s College. Mit 14 Jahren arbeitete er in einer Schiffswerft und erlitt einen Unfall, bei dem er drei Finger verlor. Aus diesem Grund wechselte er seinen Beruf, lernte Englisch und konnte letztendlich Englischlehrer werden. Später arbeitete er als Chefsekretär und als Vizemanager in Handelsunternehmen.
Während seine Englischkenntnisse hervorragend waren, war sein Chinesisch ungeschliffen, sodass er sich um eine gute Sprache bemühte, als er sich politisch betätigte. Am 13. März 1892 gründete er die Furen Wenshe, Furen-Bildungsvereinigung, die neben der Charakterbildung und dem Patriotismus auch die Bekämpfung der Qing-Dynastie und den Aufbau einer chinesischen Republik propagierte.
Im November 1894 gründete der revolutionäre Vordenker Sun Yat-sen  in Honolulu die Xingzhonghui, Gesellschaft zur Wiedererweckung Chinas.  Als er nach Hongkong zurückkehrte, traf er Yang, welcher mit der Furen Wenshe Suns Revolutionsvereinigung  beitrat. Yang agierte hierbei als präsident und Sun als Sekretär. Ihre politischen Aktivitäten verbargen sie unter der Fassade eines Wirtschaftsunternehmens.
Für den Oktober 1895 plante die Xingzhonghui einen Aufstand in Guangzhou, der durch Yang von Hongkong aus befehligt werden sollte. Durch Verrat konnte dieser Aufstand seitens der kaiserlich-chinesischen Regierung vereitelt werden. 70 Xingzhonghui fielen in die Hände der Behörden, wurden gefoltert und hingerichtet. Darunter befand sich auch Sun Yat-sens Freund Lu Haodong.
Unter dem Druck der chinesischen Regierung ordnete die britische Kolonialverwaltung in Hongkong die Ausweisung Yangs und Suns an. Yang lebte fortan im südafrikanischen Johannesburg, in Singapur und in Japan, wo er Privatunterricht in der englischen Sprache erteilte. Zugleich warb er weiter für die Ziele der Xingzhonghui. Als Sun Yat-sen innerhalb der politischen Vereinigung immer mächtiger wurde, trat Yang im Jahr 1899 als Präsident zurück und überließ Sun diese Funktion.
Im Jahr 1900 initiierte Yang einen weiteren Aufstand in Huizhou, Provinz Guangdong, der gleichfalls scheiterte. Am 10. Januar des folgenden Jahres fiel er einem Attentat zum Opfer, während er gerade Unterricht abhielt und sein Kind auf dem Schoß hatte. Sun Yat-sen ehrte in einem Kondolenzbrief den Ermordeten und ließ für die Familie einen großen Geldbetrag für ihre Existenzsicherung sammeln. Aus Angst vor Übergriffen von Qing-Agenten errichteten die Angehörigen auf Yangs Grab einen Gedenkstein, der lediglich eine Nummer trug.
Ein von Yangs Familie verwahrtes Foto aus dem Jahr 1898 zeigt Yang Quyun mit Xingzhonghui-Sympathisanten in einer zentralen Position der ersten Sitzreihe, während  Sun Yat-sen nur in der zweiten Reihe zu sehen ist. Dieses Bild wird dahingehend interpretiert, dass Yang in dieser Zeit als ranghöher gegolten habe.